# Kethobogile Haingura
Kethobogile Haingura (* 14. Dezember 1998) ist ein botswanischer Leichtathlet, der sich auf den Mittelstreckenlauf spezialisiert hat. 2024 wurde er in Douala Vizeafrikameister im 800-Meter-Lauf.

## Sportliche Laufbahn
Erste internationale Erfahrungen sammelte Kethobogile Haingura im Jahr 2024, als er bei den Afrikameisterschaften in Douala in 1:45,54 min auf Anhieb die Silbermedaille im 800-Meter-Lauf hinter dem Kenianer Alex Ngeno Kipngetich gewann. Anschließend schied er bei den Olympischen Sommerspielen in Paris mit 1:44,95 min im Halbfinale aus.
2024 wurde Haingura botswanischer Meister im 1500-Meter-Lauf.

## Persönliche Bestleistungen
- 600 Meter: 1:14,96 min, 17. Februar 2024 in Pretoria
- 800 Meter: 1:43,94 min, 18. März 2024 in Pretoria
- 1500 Meter: 3:48,79 min, 17. Mai 2024 in Gaborone